# Manduca quinquemaculatus
Manduca quinquemaculatus is een vlinder uit de familie van de pijlstaarten (Sphingidae). De wetenschappelijke naam van de soort werd in 1803 gepubliceerd door Adrian Hardy Haworth.

## Beschrijving

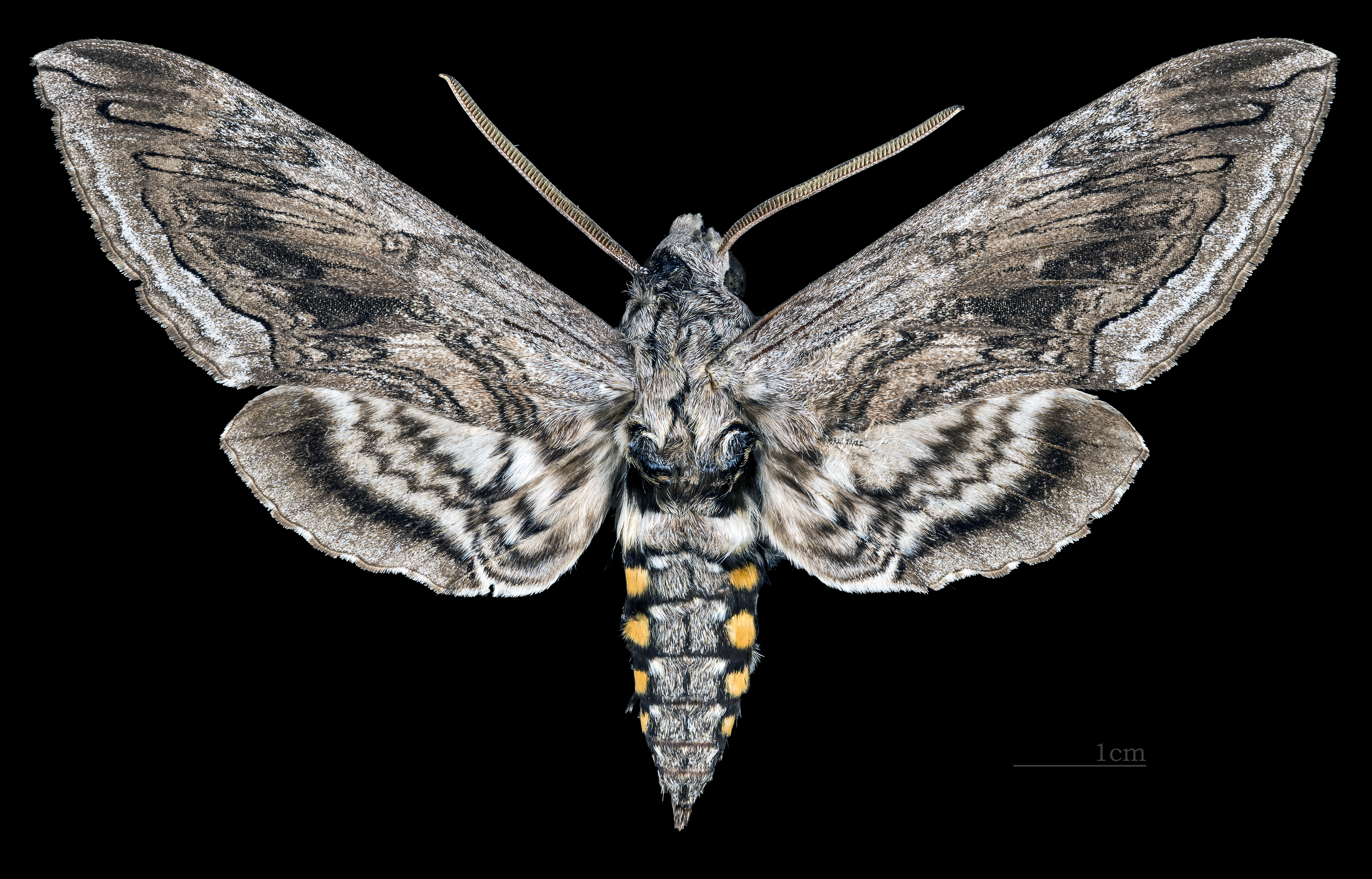
♂
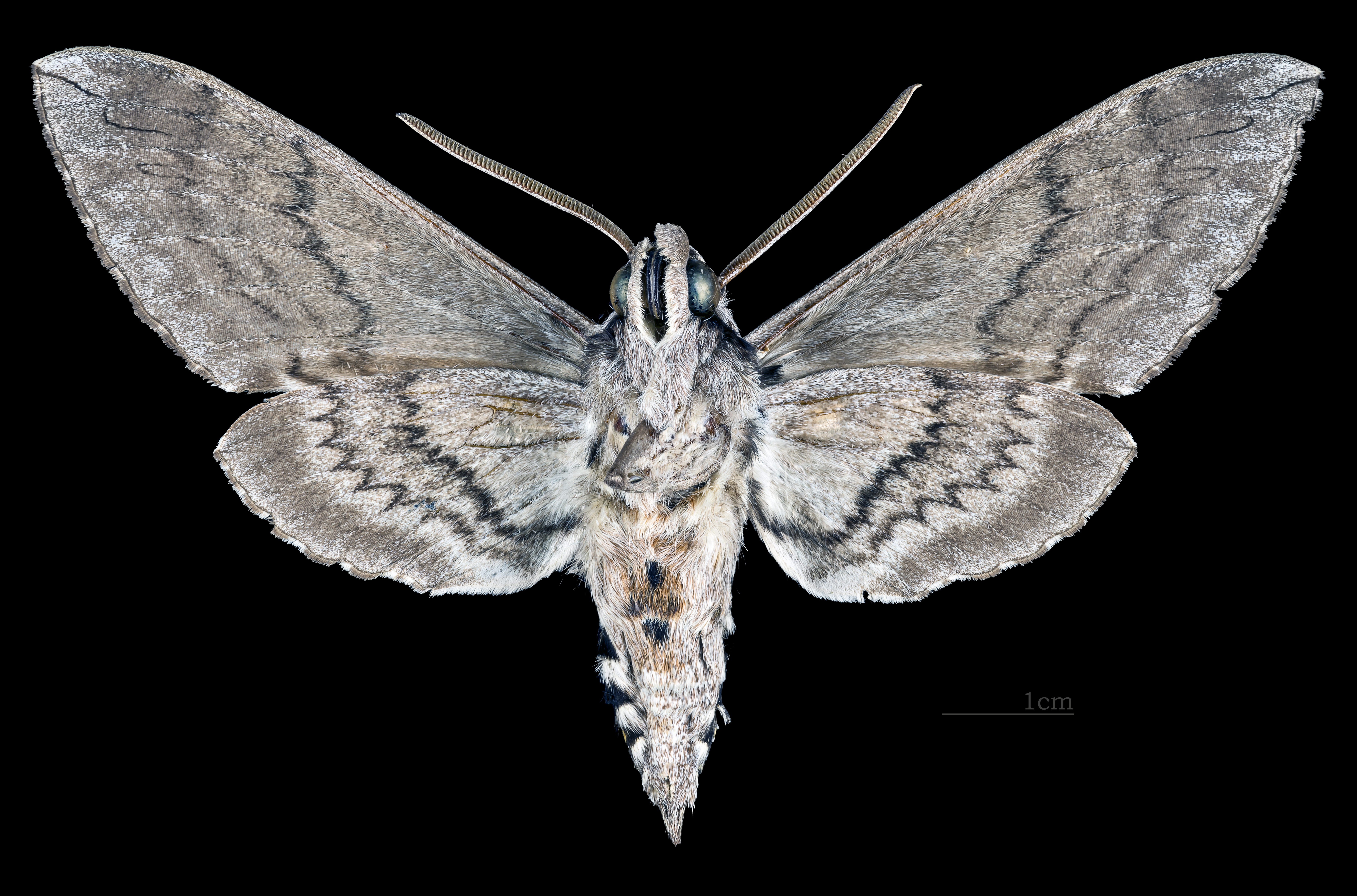
♂ △
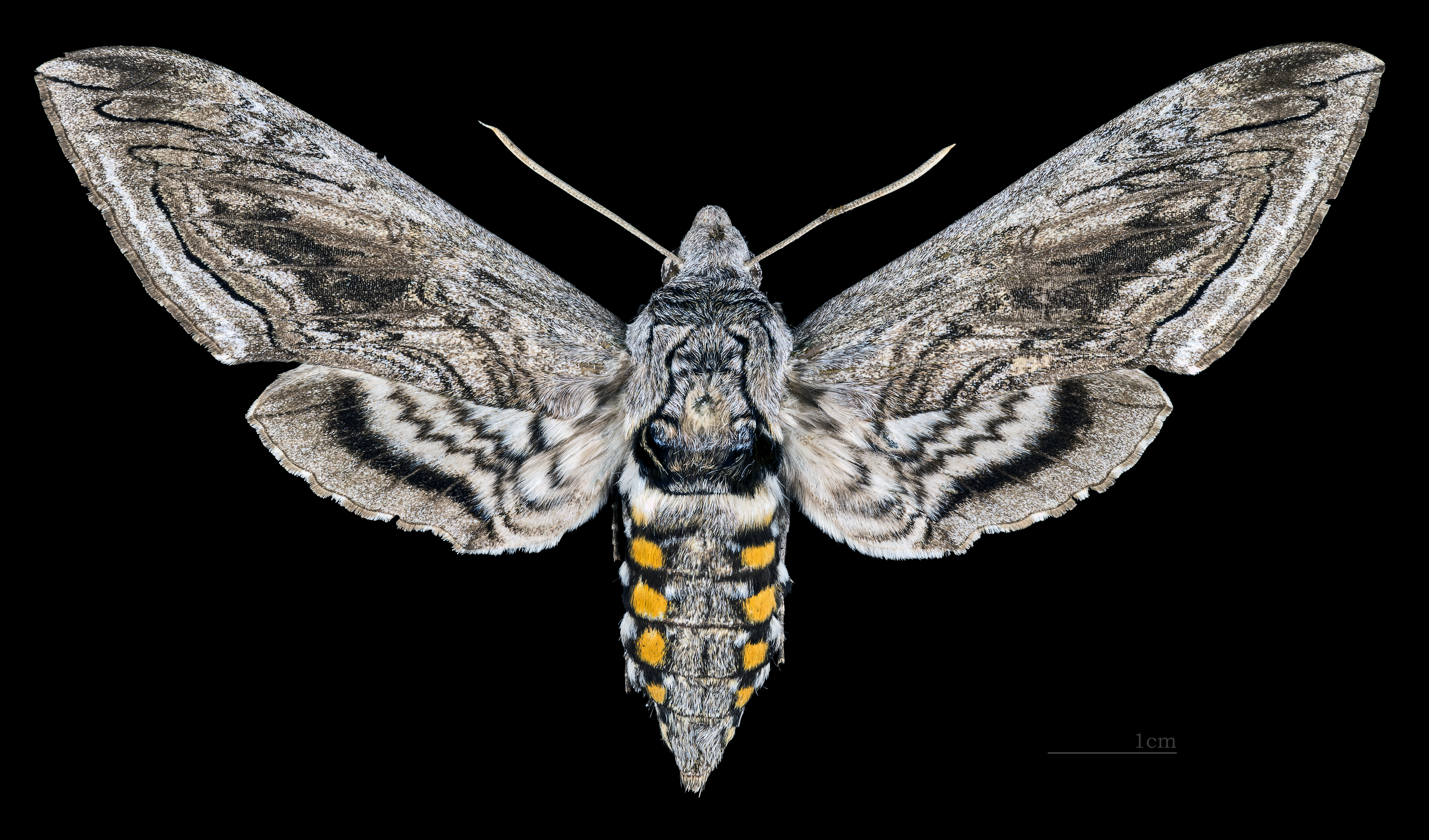
♀
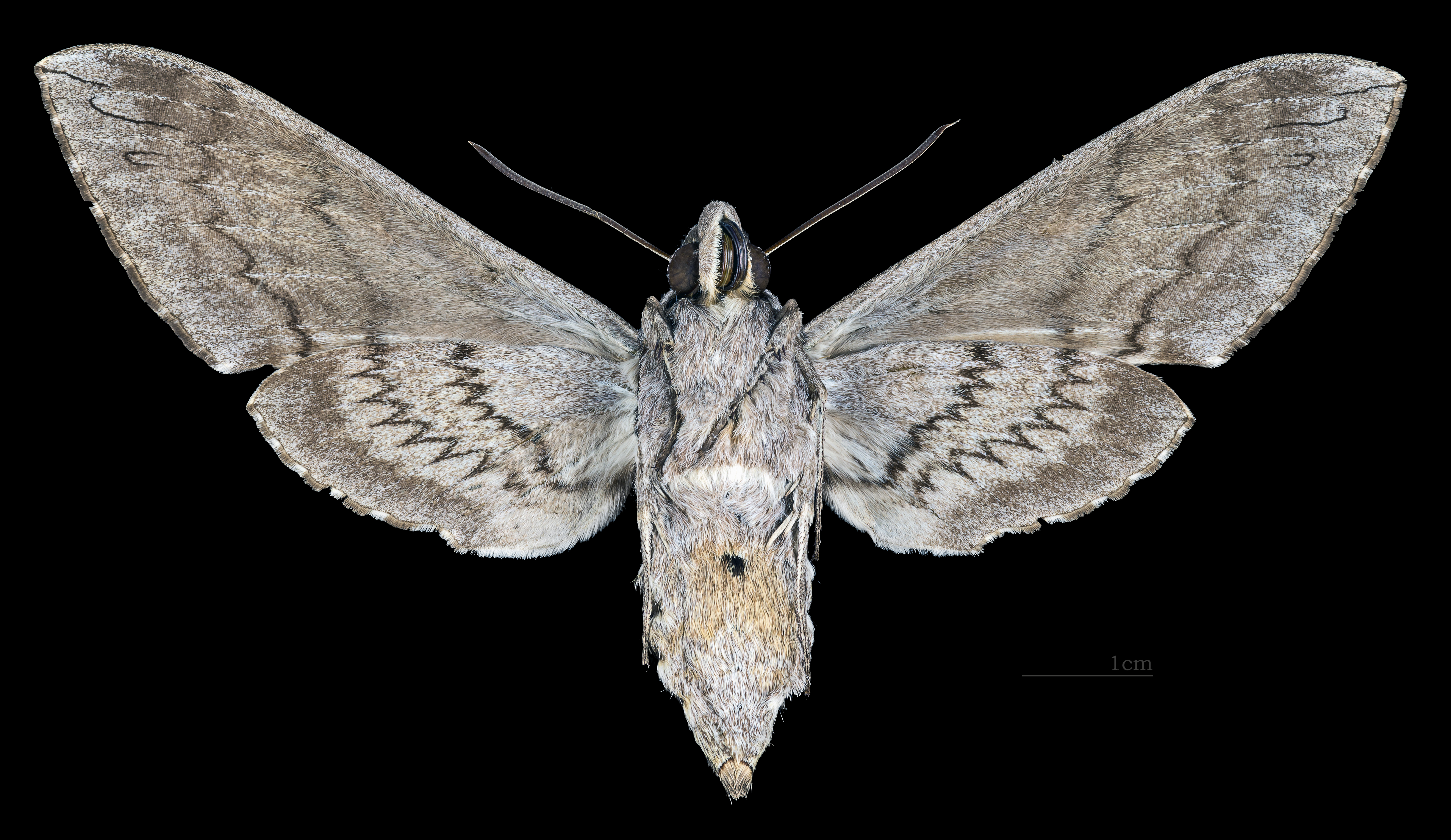
♀ △